# Карьер (Свердловская область)
Карьер — посёлок в Тавдинском городском округе Свердловской области России. Нынешнее название поселок получил 29 июня 2006 года.  До этого поселок назывался Песчаный. 18 января 2007 года на основании постановления правительства России географический объект окончательно был переименован.

## Географическое положение
Посёлок Карьер муниципального образования «Тавдинском городском округе» Свердловской области расположен в 9 километрах (по автотрассе в 10 километрах) к западу от города Тавда, на правом берегу реки Азанка (правый приток реки Тавда). В посёлке расположена железнодорожный о.п. Карьер Свердловской железной дороги.

## Население
| 2010 | 2021 |
| ---- | ---- |
| 167  | ↘73  |